# (9472) Bruges
(9472) Bruges est un astéroïde de la ceinture principale.

## Description
(9472) Bruges est un astéroïde de la ceinture principale. Il fut découvert le 26 juillet 1998 à La Silla par Eric Walter Elst. Il présente une orbite caractérisée par un demi-grand axe de 3,06 UA, une excentricité de 0,16 et une inclinaison de 1,1° par rapport à l'écliptique.

## Compléments